# Sévignac
Sévignac (bretonisch: Sevinieg) ist eine französische Gemeinde mit 1.116 Einwohnern (Stand 1. Januar 2022) im Département Côtes-d’Armor in der Region Bretagne. Sie gehört zum Arrondissement Saint-Brieuc und zum Kanton Broons. Die Bewohner nennen sich Sévignacais(es).

## Geografie
Sévignac liegt etwa 55 Kilometer nordwestlich von Rennes und 37 Kilometer südöstlich von Saint-Brieuc im Osten des Départements Côtes-d’Armor.

## Bevölkerungsentwicklung
| Sévignac: Einwohnerzahlen von 1793 bis 2016                                                                                | Sévignac: Einwohnerzahlen von 1793 bis 2016 | Sévignac: Einwohnerzahlen von 1793 bis 2016 | Sévignac: Einwohnerzahlen von 1793 bis 2016 | Sévignac: Einwohnerzahlen von 1793 bis 2016 |
| --- | ------------------------------------------- | ------------------------------------------- | ------------------------------------------- | ------------------------------------------- |
| Jahr |                                             |                                             |                                             | Einwohner                                   |
| 1793 | 1793                                        |                                             | 2.375                                       | 2.375                                       |
| 1800 | 1800                                        |                                             | 2.473                                       | 2.473                                       |
| 1806 | 1806                                        |                                             | 2.462                                       | 2.462                                       |
| 1821 | 1821                                        |                                             | 2.504                                       | 2.504                                       |
| 1831 | 1831                                        |                                             | 2.634                                       | 2.634                                       |
| 1836 | 1836                                        |                                             | 2.816                                       | 2.816                                       |
| 1841 | 1841                                        |                                             | 2.743                                       | 2.743                                       |
| 1846 | 1846                                        |                                             | 2.894                                       | 2.894                                       |
| 1851 | 1851                                        |                                             | 2.715                                       | 2.715                                       |
| 1856 | 1856                                        |                                             | 2.597                                       | 2.597                                       |
| 1861 | 1861                                        |                                             | 2.580                                       | 2.580                                       |
| 1866 | 1866                                        |                                             | 2.805                                       | 2.805                                       |
| 1872 | 1872                                        |                                             | 2.948                                       | 2.948                                       |
| 1876 | 1876                                        |                                             | 3.067                                       | 3.067                                       |
| 1881 | 1881                                        |                                             | 3.129                                       | 3.129                                       |
| 1886 | 1886                                        |                                             | 3.014                                       | 3.014                                       |
| 1891 | 1891                                        |                                             | 2.859                                       | 2.859                                       |
| 1896 | 1896                                        |                                             | 2.838                                       | 2.838                                       |
| 1901 | 1901                                        |                                             | 2.847                                       | 2.847                                       |
| 1906 | 1906                                        |                                             | 2.889                                       | 2.889                                       |
| 1911 | 1911                                        |                                             | 2.777                                       | 2.777                                       |
| 1921 | 1921                                        |                                             | 2.425                                       | 2.425                                       |
| 1926 | 1926                                        |                                             | 2.323                                       | 2.323                                       |
| 1931 | 1931                                        |                                             | 2.198                                       | 2.198                                       |
| 1936 | 1936                                        |                                             | 2.173                                       | 2.173                                       |
| 1946 | 1946                                        |                                             | 2.012                                       | 2.012                                       |
| 1954 | 1954                                        |                                             | 1.806                                       | 1.806                                       |
| 1962 | 1962                                        |                                             | 1.732                                       | 1.732                                       |
| 1968 | 1968                                        |                                             | 1.507                                       | 1.507                                       |
| 1975 | 1975                                        |                                             | 1.307                                       | 1.307                                       |
| 1982 | 1982                                        |                                             | 1.177                                       | 1.177                                       |
| 1990 | 1990                                        |                                             | 1.075                                       | 1.075                                       |
| 1999 | 1999                                        |                                             | 1.042                                       | 1.042                                       |
| 2006 | 2006                                        |                                             | 1.106                                       | 1.106                                       |
| 2011 | 2011                                        |                                             | 1.126                                       | 1.126                                       |
| 2016 | 2016                                        |                                             | 1.098                                       | 1.098                                       |
| Quelle(n): EHESS/Cassini bis 1999, INSEE ab 2006 Anmerkung(en): Ab 1962 offizielle Zahlen ohne Einwohner mit Zweitwohnsitz |                                             |                                             |                                             |                                             |

Die zunehmende Mechanisierung der Landwirtschaft und die hohe Anzahl Gefallener des Ersten Weltkriegs führten zu einem Absinken der Einwohnerzahlen bis auf die Tiefststände in neuerer Zeit.

## Sehenswürdigkeiten

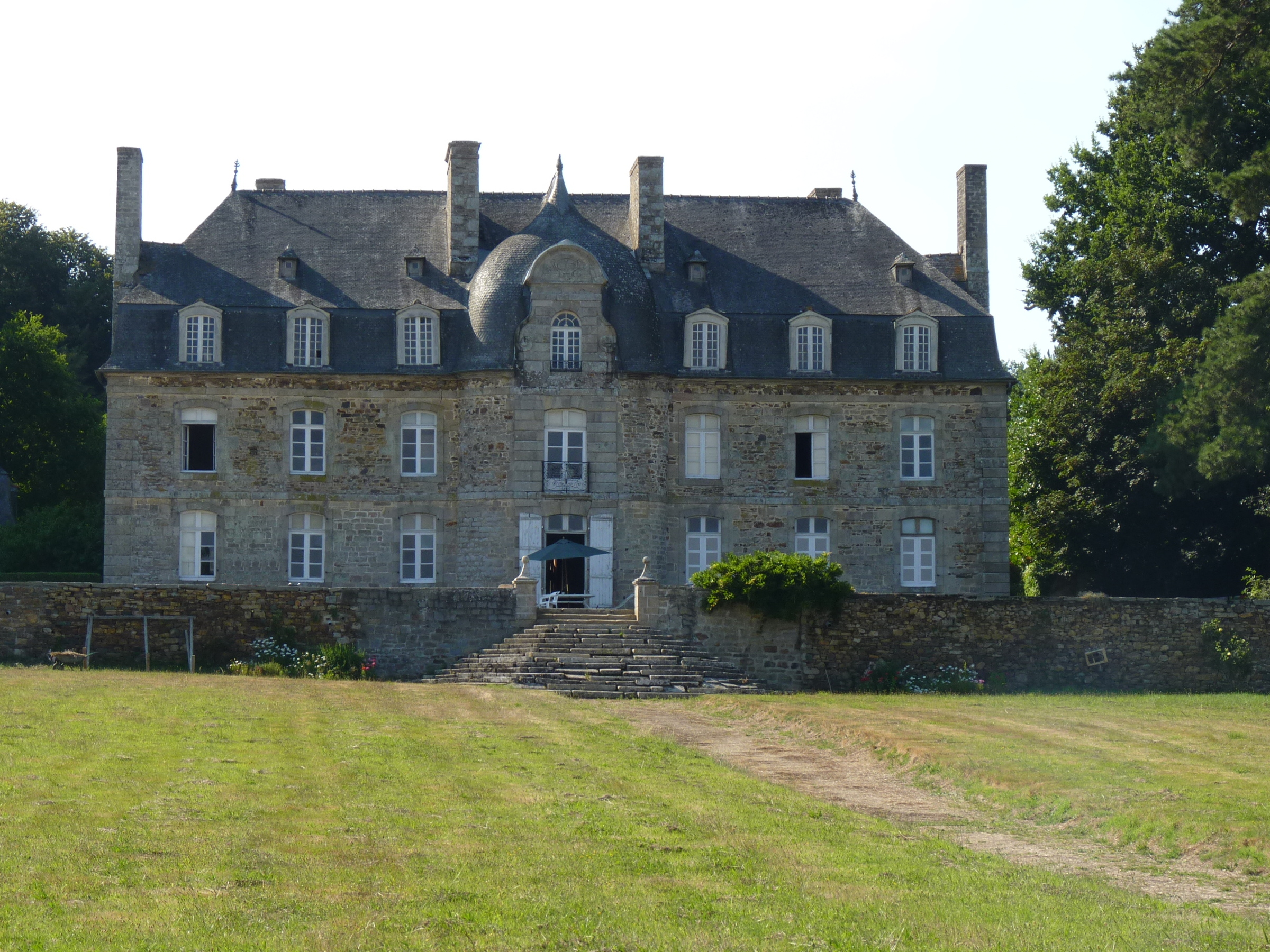
Neues Schloss Limoëlan

- Altes und neues Schloss Limoëlan, seit 1991 als Monument historique eingeschrieben

Siehe: Liste der Monuments historiques in Sévignac